# Ariocarpus fissuratus
Ariocarpus fissuratus (Engelm.) K.Schum. – gatunek rośliny z rodziny kaktusowatych (Cactaceae Juss.). Występuje naturalnie w Stanach Zjednoczonych (południowo-zachodnia część Teksasu) i Meksyku (w stanach Chihuahua, Coahuila, Durango oraz według niektórych źródeł także w Zacatecas). W Teksasie jest bardzo popularny, Amerykanie ze względu na wygląd nazywają go „żywą skałą”.

## Morfologia
PokrójPrawie kulisty. Dorasta do 8–15 cm średnicy. Ma zielonobrunatną barwę z popękanymi i ułożonymi dachówkowato, chropowatymi brodawkami. Areole pozbawione są cierni. Pod ziemią posiada duży, rzepowaty korzeń.
KwiatyPojedyncze. Są w kształcie dzwonków. Mają 35–40 mm długości oraz 25–50 mm średnicy. Mają różową barwę.
OwoceMają elipsoidalny kształt. Są zielonkawe i mają 5–15 mm długości.

## Biologia i ekologia
Rośnie na podłożu skalistym oraz na pustyniach. Występuje na wysokości 500–1500 m n.p.m. Kwitnienie od września do listopada.

## Zmienność
Wyodrębnia się podgatunek Ariocarpus fissuratus subsp. lloydii (Rose) U.Guzmán. Charakteryzuje się on dużym, kulistym i nieco spłaszczonym pędem, który osiąga średnicę do 20 cm. Rośnie  w górach Sierra de Parras.

## Zagrożenia
W Czerwonej księdze gatunków zagrożonych został zaliczony do kategorii LC – gatunków najmniejszej troski. Został zaliczony do tej kategorii, ponieważ jego zasięg występowania jest dość szeroki, a populacja jest relatywnie duża.